# プラエフェクトゥス
プラエフェクトゥス（古典ラテン語：Praefectus）は、古代ローマの公職のひとつ。日本語では長官あるいは隊長などと訳される。属州の管理を任される場合は「総督」と訳されることもある（例：新約聖書の福音書におけるピラトの肩書）が、通常の属州総督（Rector Provinciae）との混同に注意。
共和政ローマ、帝政ローマにおいて多種多様な職務においてプラエフェクトゥスが創設された。

## 概要
プラエフェクトゥスの社会的地位は高位なものから比較的低位な世俗的なものまでと範囲が大きい。また職務も行政的なもの（文官）から軍事的なもの（将校）まで様々である。他の公職と違いプラエフェクトゥスの場合は、元老院議席を持たないエクィテス（騎士階級）の者が皇帝によって任命されることも多かった。なお、ローマのほとんどの公職は、選挙で当選すること（アエディリスなど）、もしくは選挙を必要とする職務を経験していること（プロコンスルなど）が条件の場合が多く、実質上元老院に議席を持つ特権階級に限定されていた。

## 種類
長い古代ローマの歴史の中で多様な職種でプラエフェクトゥスが随時創設されたが、役職として名のついているもので歴史上重要な役割を担ったものは以下のとおり。
プラエフェクトゥス・プラエトリオ（praefectus praetorio）
親衛隊長官（近衛軍団長）。親衛隊を統制する職務に与る。
プラエフェクトゥス・ウルビ（praefectus urbi） または プラエフェクトゥス・ウルバヌス（praefectus urbanus）
首都長官。首都ローマの治安維持、警察業務に与る。
プラエフェクトゥス・クラッシス（praefectus classis）
実働面の分艦隊司令官。
プラエフェクトゥス・アエギュプティ（praefectus Aegypti）
エジプト長官。属州アエギュプトゥス（エジプト）は皇帝私領で、ローマの穀物供給に欠かせない存在であり、その長官には皇帝よりエクィテス階級の者が任命された。
このほか、騎兵隊長・陣営隊長などがあった。